# Omphax rigua
Omphax rigua là một loài bướm đêm trong họ Geometridae.